# 韓厥
| 姓名           | 韓厥（姫姓韓氏）                                                   |
| 時代           | 春秋時代                                                           |
| 生没年         | 生没年不詳                                                         |
| 字・別号       | 韓献子（諡号）                                                     |
| 本貫・出身地等 | 絳                                                                 |
| 職官           | 司馬〔晋霊公～晋景公〕 下軍の将〔晋厲公〕 正卿・中軍の将〔晋悼公〕 |
| 陣営・所属等   | 霊公→成公→景公→厲公→悼公                                           |
| 家族・一族     | 父：韓輿 子：韓無忌、韓起                                          |

韓 厥（かん けつ）は、中国春秋時代の晋の政治家、将軍。

## 司馬として
韓厥は幼少期に宰相の趙盾に養育され、紀元前620年に趙盾に推薦されて司馬となった。
紀元前615年の河曲の戦役の時、趙盾の家臣が軍令に違反したので、容赦なくこれを罰した。
世人は韓厥を恩知らずだと非難し「終わりを全う出来ない」と言った。
しかし趙盾は韓厥に「私は君を推挙したが、君に能力が足りない事を恐れて試したのだ」と言い、さらに「厥よ、つとめよ。 晋の国政を担うのは、君の他には居ない」と激励した。また趙盾は諸将に向かって「韓厥を推薦した事が当たりました」と言って大いに喜んだ。

## 邲の戦い
紀元前597年の邲の戦いの時に、中軍の佐の先縠が荀林父に逆らって河を渡り楚との決戦に臨もうとした。これを見た上軍の佐の郤克は韓厥に「先縠は軍令を無視した、なぜ捕らえないのか」と言ったが、韓厥はこれを無視して荀林父の前に進み出て「先縠が命令に従わないのは貴方の罪です。鄭を失い、部下を見殺しにすれば罪は重い。むしろ進撃したほうが良いでしょう。戦いに負ければみんなで罪を分かち合えばよいではありませんか」と言ったので、荀林父は戦うことを決断した。しかし、結局大敗した。

## 趙家を再興させる
邲の敗戦後に、司寇の屠岸賈が、紀元前607年の霊公暗殺の責任は趙盾にあるとして、趙朔や趙一族の処罰を景公に求めた。これに対し韓厥は「趙宣子(趙盾)は無関係で、これは先君（成公）も認めている」と弁護したが、景公が既に屠岸賈の意見を容れている事を察知し、趙朔に亡命を働きかけた。だが趙朔は「あなたが趙家の祀りを守ってくれるのなら、何も恨みは無い」と拒否し、その趙朔の強い意志に心を打たれた韓厥は、必ず趙家を再興させる事を約束した。そして趙家の滅亡後、趙朔の死後に誕生した趙武を密かに庇護した。
紀元前583年、景公が病になった機をとらえ、韓厥は景公に趙家再興を働きかけた。成人になった趙武を景公に引見させ、共に屠岸賈を葬り去り、趙家再興を認めさせて、見事に趙朔との約束を果たした。その後韓厥は趙武に対し「常に自らを戒められよ、これを成人と言います。最初に善き人を友とすれば、その善き人は更なる善き人を連れてきます」の祝辞を与えた。

## 国君を辱しめず
紀元前589年、斉と晋が戦った華不注山の戦いでは、郤克、欒書らとともに晋軍を率いて戦い、斉の頃公をあと一歩で捕えるところまで追い詰めたが、そのとき頃公は側近の機知によって難をまぬがれた。あとでその事を知った韓厥は「国君を辱しめずにすんだ」と言ってむしろ喜んだと言う。
また、後の紀元前575年の鄢陵の戦いの際には、楚に与力した鄭の成公を発見したが、この時も韓厥は「国君を辱しめてはならない」と言って成公を見逃した。

## 正卿へ
鄢陵の戦いの前年の紀元前576年に、賢大夫として知られる伯宗が、郤至達に讒言されて誅殺された際には、「善人を殺した郤氏には必ず災いが下る」と非難し、その通りに紀元前574年に郤氏が滅ぼされた。更にその翌紀元前573年、欒書が荀偃（中行偃）と共に晋の厲公を殺す企みに誘われた際には「君主を殺して威を立てる事等出来ない」と陰謀に加担する事を拒否した。そして欒書が厲公を殺して引退すると、その篤実さを買われて正卿となり公平な政治を行った。
紀元前566年に老年のため、正卿の座を智罃に譲り、家督も息子の韓起に譲って引退した。
死後、「献」を諡され、韓献子と呼ばれる。